# 피에르 드 물린
피에르 드 물린(Pierre Du Moulin; 1568년 - 1658년) 은 프랑스의 위그노 목사이며 영국에서 살았다.

## 활동
그는 로마 가톨릭의 미사가 성경에서 벗어났다는 주장을 포함한 비판적인 글을 펴냄과 동시에 예수회에 반대하는 개혁주의 신앙고백을 방어하는 데 많은 기여를 하였다.

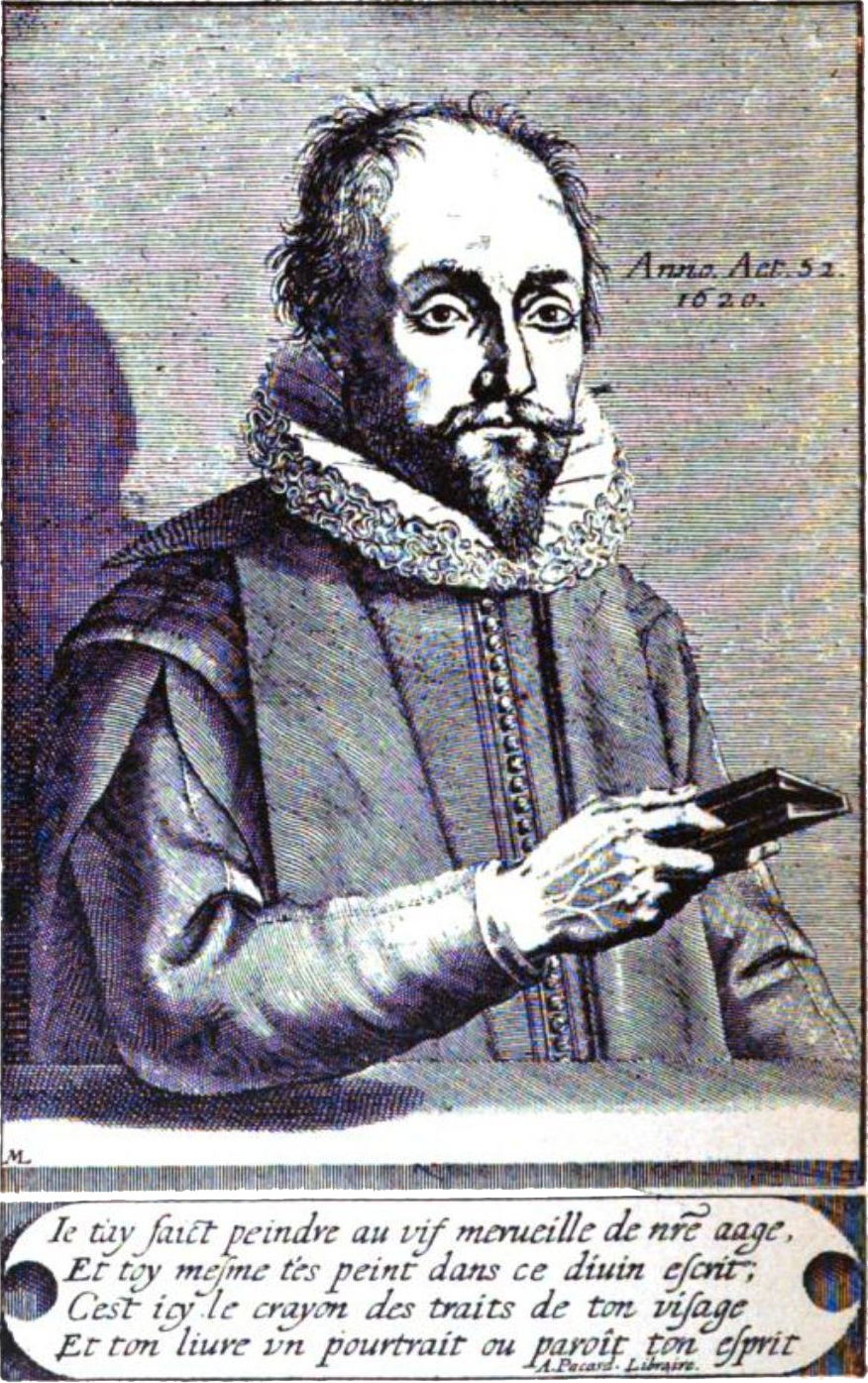
피에르 드 물린

또한 아르미니우스주의를 분석하여 인간의 선택의 자유가 반드시 하나님의 작정이 존재할 때 가능하다고 주장하였다.
1. ↑  Fesko, J. V., 1970-. 《The theology of the Westminster standards : historical context and theological insights》. Wheaton, Illinois. 115쪽. ISBN 978-1-4335-3311-2.